# Караскі (Риуге)
Караскі (ест. Karaski) — село в Естонії, входить до складу волості Риуге, повіту Вирумаа.